# داستان‌های اوبابا
اوباباکواک یا داستان‌های اوبابا (Obabakoak) (در ایران: دوست داشتم هرشب به پیاده‌روی بروم و دیگر داستان‌های اوبابا) یکی از محبوب‌ترین آثار ادبی کشور اسپانیا است که برناردو آچاگا، نویسندهٔ اهل باسک، آن را نوشته و ازآن‌پس به بیش از ۲۵ زبان ترجمه شده‌است. این اثر از مجموعه‌ای از داستان‌ها تشکیل شده که عمدتاً در روستای کوچک اوبابا اتفاق می‌افتند و رشتهٔ مشترکی در تمام آن‌ها جریان دارد. تمرکز بر پایان‌بندی‌های غیرمنتظره، مؤلفه‌های رئالیسم جادویی و نمونه‌های فراوان بینامتنیت با آثار ادبی سرتاسر جهان از ویژگی‌های این اثر است.
این کتاب در سال ۱۹۸۸ منتشر شد و در سال بعد، جایزهٔ ملی ادبیات اسپانیا و چندین جایزهٔ دیگر از جمله جایزهٔ منتقدین را برای آچاگا به ارمغان آورد.

## ساختار کتاب
کتاب اوباباکواک را می‌توان چیزی میان مجموعه‌داستان و رمان به حساب آورد، چراکه رشته‌ای مشترک، داستان‌ها را به هم پیوند می‌دهد. یکی از مفاهیمی که در این اثر به نمایش گذاشته می‌شود غرابت‌های سرشت انسان است که در قالب سرگذشت و باورهای شخصیت‌ها نشان داده می‌شود. یکی از این باورها که ریشه در سنت شفاهی دارد این است که مارمولک‌ها می‌توانند از راه گوش وارد سر انسان شوند و مغز او را بخورند.
کتاب به سه بخش کلی تقسیم می‌شود.
- ایام شباب (شامل پنج داستان مجزا)
- نُه کلام به افتخار روستای بیامدیانا (شامل نُه اپیزود مرتبط ولی بدون نام)
- در جست‌وجوی کلام آخر (شامل یک سرداستان که در خلال آن، داستان‌های متنوع دیگری نیز روایت می‌شود و هریک به نوبهٔ خود چیزی بر داستان اصلی می‌افزاید)

## جوایز
- جایزهٔ ملی ادبیات اسپانیا (۱۹۸۹)
- جایزهٔ منتقدین (۱۹۸۹)
- جایزهٔ اوسکادی (۱۹۸۹)
- جایزهٔ ادبیات اروپا (۱۹۹۰)
- جایزهٔ میل‌پاژ فرانسه (۱۹۹۲)
- جایزهٔ تروا کورون فرانسه (۱۹۹۲)

## نظرات منتقدان
کتاب داستان‌های اوبابا مورد استقبال گستردهٔ منتقدین و مخاطبان قرار گرفت و شهرت زیادی را در سرتاسر جهان برای برناردو آچاگا به ارمغان آورد. یوجنیو سوارز گالبان از نیویورک تایمز می‌نویسد: «تنوع فوق‌العاده و ترکیب بی‌مانند ژانرهای مختلف باعث می‌شود که این کتاب از هر اثر دیگر در ژانر داستان کوتاه متمایز شود. صفحات [کتاب اوباباکواک] کلام و جهان را دگربار نو و باطراوت می‌کنند». نیک کایستور از نشریهٔ ایندیپندنت نیز با ستایش این کتاب و قدرت قلم آچاگا می‌نویسد «سؤالاتی که آچاگا پیش می‌کشد جهان‌شمول و فارغ از زمان هستند. داستان‌های این اثر به طرز شگفت‌آوری نو و بسیار درهم‌آمیخته‌اند. آچاگا با قدرت قلم خود ما را محسور می‌کند».

## ترجمه‌ها
این کتاب تا کنون به بیش از ۲۵ زبان ترجمه شده‌است که از آن‌ها می‌توان به انگلیسی، فرانسوی، آلمانی، ایتالیایی، پرتغالی، هلندی، ترکی، عربی، کره‌ای و … اشاره کرد. به دنبال ترجمهٔ این کتاب به زبان‌های مختلف، برناردو آچاگا به آوازه‌ای جهانی رسید و کتاب‌های دیگر او نیز مورد توجه مخاطبین در سرتاسر دنیا قرار گرفت.

## اقتباس سینمایی
در سال ۲۰۰۵، فیلمی با عنوان اوبابا (Obaba) به کارگردانی مونچو آرمنداریس بر مبنای این کتاب ساخته شد.